# منتخب السعودية لكرة القدم الشاطئية
منتخب السعودية لكرة القدم الشاطئية هو المُمثل الرسمي للمملكة العربية السعودية في منافسات كرة القدم الشاطئية. يُشارك في كأس آسيا لكرة القدم الشاطئية، ويُدار من قِبل الاتحاد العربي السعودي لكرة القدم.

## المشاركات

### كأس العالم الشاطئية
- من 1995 إلى 2011 - لم يُشارك
- 2013 - لم يتأهل
- 2015 - لم يتأهل
- 2017 - لم يتأهل
- 2019 - لم يتأهل

### كأس آسيا الشاطئية
- من 2006 إلى 2011 - لم يُشارك
- 2013 - دور المجموعات
- 2015 - لم يتأهل
- 2017 - لم يتأهل
- 2019 - لم يتأهل

### البطولة العربية الشاطئية
- 2008- لم يُشارك
- 2010 -  البطل
- 2014- دور المجموعات
- 2016- لم يُشارك

### بطولة نيوم لكرة القدم الشاطئية
سنة 2019، شارك المنتخب السعودي لكرة القدم الشاطئية في بطولة نيوم الدولية التي أُقيمت للمرة الأولى في منطقة قيال الواقعة في نيوم، وذلك بجانب خمس منتخبات، هي: المنتخب الصيني والمنتخب الإماراتي والمنتخب المصري والمنتخب الإنجليزي، والمنتخب العُماني.
وكان المنتخب السعودي قد فاز في الجولة الأولى على منتخب الصين بسداسية مقابل خمسة أهداف، ثم خسر من منتخب مصر برباعية مقابل هدفين، وخسر المركز الثالث لمصلحة منتخب الإمارات. وتُوّج بالبطولة المنتخب العُماني بعد الفوز على المنتخب المصري بخماسية مقابل أربعة أهداف في المباراة النهائية. 

## وصلات خارجية
- صفحة المنتخب السعودي على موقع soccerstand
- صفحة المنتخب السعودي على موقع BSWW